# Qāẕī Khānī
Qāẕī Khānī (persiska: قَضی خانی, قاضی خانی, Khāvand, خاوند) är en ort i Iran.   Den ligger i provinsen Lorestan, i den nordvästra delen av landet, 400 km sydväst om huvudstaden Teheran. Qāẕī Khānī ligger 1 955 meter över havet och antalet invånare är 341.
Terrängen runt Qāẕī Khānī är kuperad.Runt Qāẕī Khānī är det ganska tätbefolkat, med 56 invånare per kvadratkilometer. Närmaste större samhälle är Deh Kabūd, 13,9 km öster om Qāẕī Khānī. Trakten runt Qāẕī Khānī består i huvudsak av gräsmarker.